# Ultraviolett (Roman)
Ultraviolett ist der zweite Roman des Autors Flurin Jecker. Das Buch erschien im Jahre 2021 im Haymon Verlag. Es schildert das Leben eines jungen Mannes, der in Berlin wohnt und seine Freizeit mit Partys und Drogen verbringt. Dabei trifft er auf Mira, die sein Leben drastisch verändert.

## Handlung
Der Roman besteht aus Briefen. Hauptfigur Held schreibt seinem Freund Eule und seiner Freundin Mira, und die letzten Briefe schreibt er an sich selbst. Held ist ein lebenshungriger junger Mann, der versucht, sein Kindheitstrauma und seine Geister durch Party, Sex und Drogen auszublenden. Am Anfang der Geschichte lernt er Mira kennen, eine Frau, mit der er eine scheinbar glückliche romantische Beziehung aufbauen kann. Jedoch wird er in kritischen Momenten in der Beziehung von Geistern heimgesucht, was die Beziehung belastet. So weigert er sich, mit ihr in die Schweiz mitzugehen.
Helds Mutter ist in einem kleinen Dorf in der Schweiz aufgewachsen, das Chohl. Held erzählt uns ihre Geschichte. Er schildert, wie sie seinen Vater kennenlernte und wie sie ihre Flitterwochen verbrachten. In den Cinque Terre lässt seine Mutter ihren kranken Mann im Stich, um zwei Tage mit einem älteren Mann zu verbringen. Jedoch kehrt sie zu ihrem Mann zurück, der ihr verzeiht, weil sie sich für ihn entscheidet. Sie fällt dann in eine Art Depression, die erst mit Helds Geburt verschwindet. An dieser Stelle sagt Held, dass sein Drang, das Paradies zu finden, von seiner Mutter kommt. Held erzählt uns, wie anhänglich er als Kind war. Er wollte nie weg von seiner Mutter, und er hatte unglaublich Mühe, in die Schule zu gehen. Diese Trennungsangst, glaubt er, führte ihn zu den Geistern. Zu seinem Vater hingegen hatte er keine Beziehung. Der Vater verbrachte nicht viel Zeit mit seinem Sohn und wusste selten, was er mit ihm anfangen sollte.
Nun kehrt Held in die Schweiz zurück, um seine verwitwete Mutter zu besuchen. Folglich wird Held konstant von den Geistern geplagt, dabei konnte er in Berlin die Realität seines alten Lebens vermeiden. Er verbringt Zeit mit seiner Mutter, er versucht sich zu entschuldigen und es wiedergutzumachen, dass er so lange nichts von sich hören liess. Nun kommt es zu Helds grosser Erleuchtung: sein Vater trägt eine gewisse Schuld für seine Geister.
Als er zurück nach Berlin geht, merkt er, dass Berlin sein Zuhause ist. Er beginnt sich mehr zu öffnen gegenüber Mira, liest mehr und fängt an, sein Leben umzustellen. Trotz diesen positiven Lebensveränderungen wird der Leser Zeuge, wie Held plötzlich auf einem Dach steht und sich überlegt, ob er sich, wie sein Freund Eule, das Leben nehmen soll, um das Paradies zu finden. Am Schluss merkt Held, dass er nicht für andere, wie Eule oder Mira, leben muss, sondern für sich selbst. Deshalb sind die letzten Briefe an ihn selbst adressiert, und er sagt, dass man nur ein Held sei, wenn man für sich da sei, nicht wenn man an Technopartys gehe und Drogen nehme.

## Rezensionen
Charlotte Eisenberger lobt in der taz das Thema und die Umsetzung des Buches: «Mira ist der Funke, den Held braucht, um anzufangen, sich wirklich ernsthaft mit dem Leben auseinanderzusetzen, was der Autor geschickt und ohne Kitsch herausstellt.» Dennoch hebt sie hervor, dass das Buch einen wichtigen Aspekt stark vernachlässigte: «Die Nichtbeziehung zum Vater entpuppt sich als das Schlüsselproblem von Held und Antwort auf die Geister und warum er nach Berlin geflohen ist und sich so sehr an Eule hängt. Dass aber die Geister nach einem Kurztrip in die Schweiz besiegt [sein] sollen, hinterlässt Irritation. […] So löst sich die ganze Geschichte darin auf, dass Held wieder zurück nach Berlin kommt, anscheinend geheilt und nun mit seinem inneren Kind versöhnt eine Abschiedsparty für Eule organisiert, auf der natürlich Techno gespielt und Drogen genommen werden. […] Man könnte meinen, dass ab hier der Roman erst richtig anfängt, denn das Problem ist erkannt. Statt aber einen glaubwürdigen Ansatz für die Verarbeitung von schwerwiegenden Erlebnissen zu liefern, geht es wieder ans Pillenschmeißen. Und warum? Weil es Spaß macht.»
Michael Luisier vom Schweizer Radio und Fernsehen (SRF) schreibt über den Roman: „Beschreibt Jeckers Debüt «Lanz» den Schwebezustand zwischen Kindheit und Jugend, dann ist «Ultraviolett» die Krise des Erwachsenwerdens. Das kommt teilweise mit viel Klischee und Plattitüden daher, der Roman findet aber besonders in der Mitte zarte und treffende Bilder für die Beziehung zwischen Eltern und ihren Nicht-mehr-Kindern...“.

## Textausgabe
- Ultraviolett. Haymon-Verlag, Innsbruck / Wien 2021 (Originalausgabe), ISBN 978-3-7099-8136-8.